# Yunnan Hongta
Yunnan Hongta Football Club (chiń. 云南红塔) – chiński klub piłkarski, grający niegdyś w Super League, mający siedzibę w mieście Kunming.
Klub został założony w 1996 roku jako Shenzhen Jinpeng. W 1997 roku zmienił nazwę na Yunnan Hongta. W 2003 roku klub połączył się z Chongqing Lifan tworząc Chongqing Lifan Xinganjue FC.

## Historia nazw
- 1996: Shenzhen Jinpeng (深圳金鹏)
- 1997–2003: Yunnan Hongta (云南红塔)

## Stadion
Domowe mecze klub rozgrywał na stadionie o nazwie Kunming Tuodong Sports Center w mieście Kunming, który może pomieścić 40000 widzów.

## Historia występów w pierwszej lidze
| Sezon | Pozycja | M  | Pkt. | Z  | R  | P  | GZ | GS |
| ----- | ------- | -- | ---- | -- | -- | -- | -- | -- |
| 2000  | 12.     | 26 | 29   | 8  | 5  | 13 | 24 | 42 |
| 2001  | 10.     | 26 | 31   | 8  | 7  | 11 | 34 | 32 |
| 2002  | 7.      | 28 | 40   | 10 | 10 | 8  | 30 | 28 |
| 2003  | 7.      | 28 | 40   | 11 | 7  | 10 | 30 | 27 |

## Reprezentanci kraju grający w klubie
Stan na maj 2016.
| - Liu Yue - Ou Chuliang - Shi Jun - Wang Xiao - Wei Qun - Zhou Ting - Luis Musrri | - Fodé Camara - Bertin Tomou - Jerry Sikhosana - Siergiej Kirjakow - Constantin Schumacher - Osvaldo Canobbio - Rotson Kilambe |